# Moseby
Moseby – miasto w Danii, w regionie Zelandia, w gminie Odsherred.